# Taedia distantina
Taedia distantina är en insektsart som beskrevs av Carvalho 1954. Taedia distantina ingår i släktet Taedia och familjen ängsskinnbaggar. Inga underarter finns listade i Catalogue of Life.